# Lecideopsella atra
Lecideopsella atra är en svampart som beskrevs av A. Pande 2008. Lecideopsella atra ingår i släktet Lecideopsella och familjen Schizothyriaceae.   Inga underarter finns listade i Catalogue of Life.